# الخرماء الشمالية
الخرماء الشمالية هو مركزٌ سعوديٌ تابعٌ لمحافظة المذنب التابعة لمنطقة القصيم، في المملكة العربية السعودية. المركز من الفئة (ب)، ورمزه 1784 حسب دليل الترميز الموحد للمناطق الإدارية بالمملكة العربية السعودية.